# William Alphonso Murrill
William Alphonso Murrill (Lynchburg, 13 ottobre 1869 – Gainesville, 25 dicembre 1957) è stato un micologo e botanico statunitense.

## Biografia

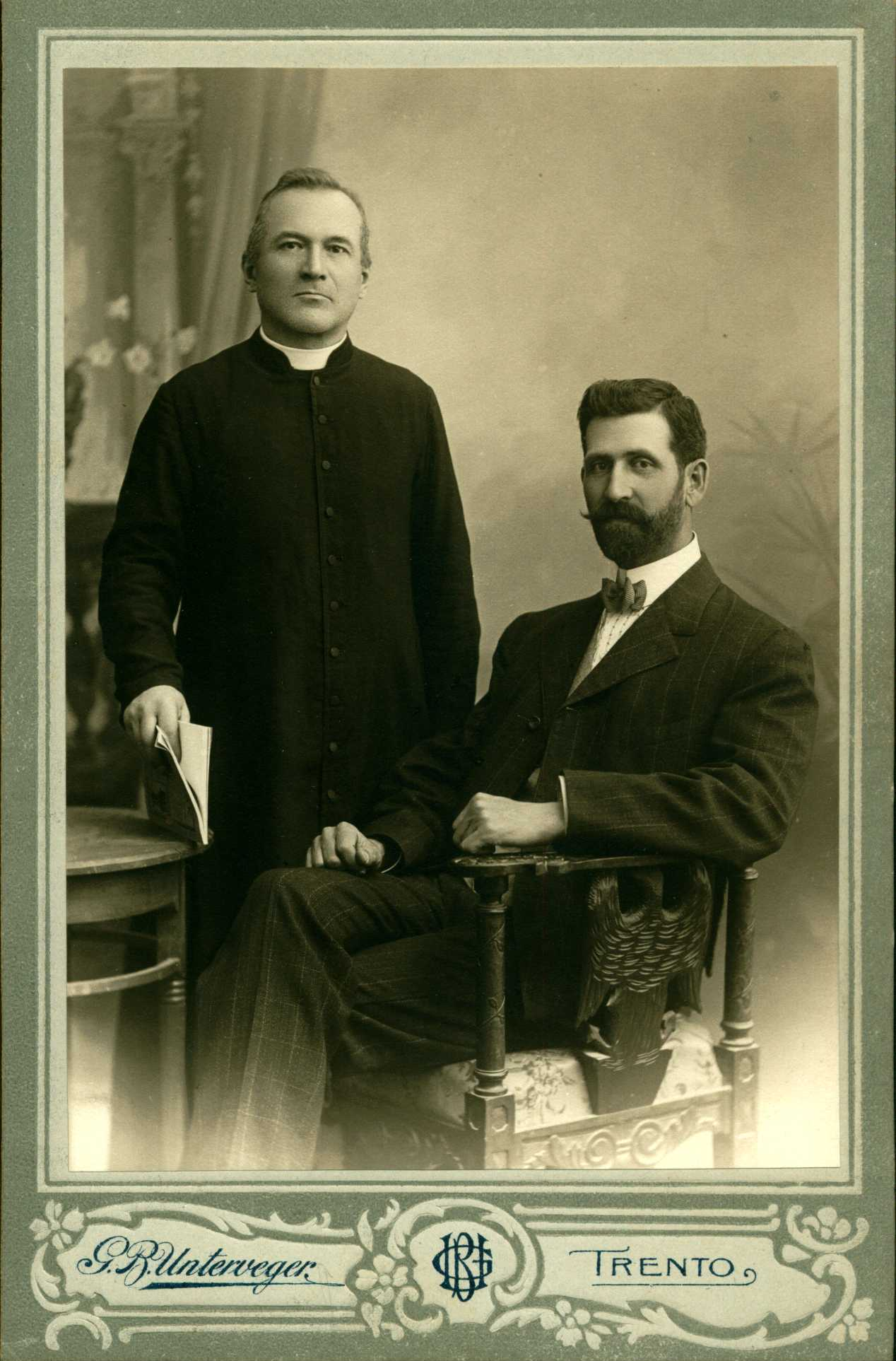
Giacomo Bresadola e William Alphonso Murrill in una fotografia di Giovanni Battista Unterveger

Nacque a Pammel Farm, nei pressi di Lynchburg (Virginia), da Samuel L. Murrill e Virginia Woodroof, e crebbe in famiglia con tre fratelli e tre sorelle.
All'età di venti anni entrò nel Virginia Agricultural and Mechanical College dove nel 1887 conseguì un B.S. (Bachelor's degree).
Presso il Randolph-Macon College conseguì nel 1889 un B.S., nel 1890 un B.A. (Bachelor of Arts) e nel 1891 un M.A. (Master of Arts).
Nel 1897 ottenne un dottorato di ricerca alla Cornell University, operando sotto la supervisione di G.F. Atkinson, rinomato esperto di tassonomia dei Basidiomiceti.
Il 1º settembre dello stesso anno sposò Edna Lee Lutrell dalla quale, due anni dopo, ebbe un figlio che morì prematuramente. La morte del figlio contribuì a mettere in crisi il matrimonio che terminò con il divorzio nel 1924.
Nel 1904 ebbe l'incarico di assistente curatore al New York Botanical Garden, dal 1909 al 1919 fu vicedirettore e dal 1919 al 1924 divenne curatore e supervisore della pubblica istruzione.
Nel 1909 iniziò la pubblicazione della rivista “Mycologia”, nata dalla fusione del "Journal of Mycology "(14 volumi; 1885-1908) e del "Mycological Bulletin" (7 volumi; 1903-1908), che diresse fino al 1924.
Successivamente collaborò con Università della Florida a Gainesville dove riprese gli studi micologici fino alla sua morte nel 1957.

## Pubblicazioni
Murrill pubblicò 510 lavori, inclusi documenti e note micologici e botanici, rapporti vari, recensioni, biografie e articoli sulla storia naturale.
In campo micologico si annoverano le seguenti pubblicazioni:
- (1902) "The Polyporaceae of North America: I. The genus Ganoderma" in Bulletin of the Torrey Botanical Club 29:10 pp. 599 - 608
- (1903) "The Polyporaceae of North America: II. The genus Pyropolyporus" in Bulletin of the Torrey Botanical Club 30:2 pp. 109 - 120
- (1903) "The Polyporaceae of North America: III. The genus Fomes" in Bulletin of the Torrey Botanical Club 30:4 pp. 225 - 232
- (1903) "The Polyporaceae of North America: IV. The genus Elfvingia" in Bulletin of the Torrey Botanical Club 30:5 pp. 296 - 301
- (1903) "The Polyporaceae of North America: V. The genera Cryptoporus, Piptoporus, Scutiger and Porodiscus" in Bulletin of the Torrey Botanical Club 30:8 pp. 423 - 434
- (1904) "The Polyporaceae of North America: VI. The genus Polyporus" in Bulletin of the Torrey Botanical Club 31:1 pp. 29 - 44
- (1904) "The Polyporaceae of North America: VIII. Hapalopilus, Pycnoporus and new monotypic genera" in Bulletin of the Torrey Botanical Club 31:8 pp. 415 - 428
- (1904) "The Polyporaceae of North America: VII. The genera Hexagona, Grifola, Romellia, Coltricia and Coltriciella" in Bulletin of the Torrey Botanical Club 31:6 pp. 325 - 348
- (1904) "A key to the perennial Polyporaceae of temperate North America" in Torreya 4:11 pp. 165 - 167
- (1904) "The Polyporaceae of North America: IX. Inonotus, Sesia and monotypic genera" in Bulletin of the Torrey Botanical Club 31:11 pp. 593 - 610
- (1905) "The Polyporaceae of North America: XIII. The described species of Bjerkandera, Trametes, and Coriolus" in Bulletin of the Torrey Botanical Club 32:12 pp. 633 - 656
- (1905) "The Polyporaceae of North America: X. Agaricus, Lenzites, Cerrena and Favolus" in Bulletin of the Torrey Botanical Club 32:2 pp. 83 - 103
- (1905) "The Polyporaceae of North America: XI. A synopsis of the brown pileate species" in Bulletin of the Torrey Botanical Club 32:7 pp. 353 - 371
- (1905) "The Polyporaceae of North America: XII. A synopsis of the white and bright-colored pileate species" in Bulletin of the Torrey Botanical Club 32:9 pp. 469 - 493
- (1905) "A key to the stipitate Polyporaceae of temperate North America: I." in Torreya 5:2 pp. 28 - 30
- (1905) "A key to the stipitate Polyporaceae of temperate North America: II." in Torreya 5:3 pp. 43 - 44
- (1905) "A key to the Agaricaceae of temperate North America" in Torreya 5:12 pp. 213 - 214
- (1907 - 1908) "Polyporaceae" in North American Flora 9 pp. 1 - 131
- (1908) "A key to the white and bright-colored sessile Polyporeae of temperate North America: 1" in Torreya 8:1 pp. 14 - 16
- (1908) "A key to the white and bright-colored sessile Polyporeae of temperate North America: 2" in Torreya 8:2 pp. 28 - 29
- (1908) "Boleti from western North Carolina" in Torreya 8:9 pp. 209 - 217
- (1908) "A key to the white and bright-colored sessile Polyporeae of temperate North America: 3" in Torreya 8:6 pp. 130 - 132
- (1908) "Collecting and studying Boleti" in Torreya 8:3 pp. 50 - 55
- (1909) "The Boletaceae of North America: 1." in Mycologia 1:1 pp. 4 - 18
- (1909) "The Boletaceae of North America: 2." in Mycologia 1:4 pp. 140 - 160
- (1910 - 1916) "Agaricaceae: Part one" in North American Flora 9 pp. 162 - 426
- (1910) "Boletaceae" in North American Flora 9 pp. 133 - 161
- (1911) "The Agaricaceae of Tropical North America: 2. White-spored genera (cont.)" in Mycologia 3:2 pp. 79 - 91
- (1911) "The Agaricaceae of Tropical North America: 4. Genera with rose-colored spores" in Mycologia 3:6 pp. 271 - 282
- (1911) "The Agaricaceae of Tropical North America: 1. White-spored genera" in Mycologia 3:1
- (1911) "The Agaricaceae of Tropical North America: 3. Still more white-spored genera" in Mycologia 3:4 pp. 189 - 199
- (1912) "Illustrations of Fungi: 12" in Mycologia 6 pp. 289 - 293
- (1912) "The Agaricaceae of the Pacific Coast: 3. Brown and black-spored genera" in Mycologia 4:6 pp. 294 - 308
- (1912) "The Agaricaceae of the Pacific Coast: 1. White-spored genera" in Mycologia 4:4 pp. 205 - 217
- (1912) "The Agaricaceae of Tropical North America: 5. Ochre-spored genera" in Mycologia 4:2 pp. 72 - 83
- (1912) "The Agaricaceae of the Pacific Coast: 2. White and ochre-spored genera" in Mycologia 4:5 pp. 231 - 262
- (1913) "The Agaricaceae of Tropical North America: 6. Ochre-spored genera (cont.)" in Mycologia 5:1 pp. 18 - 36
- (1913) "The Amanitas of Eastern United States" in Mycologia 5:2 pp. 72 - 86
- (1914) Northern Polypores 64 pp.
- (1915) "The genus Clitocybe in North America" in Mycologia 7:5 pp. 256 - 283
- (1915) "The validity of Clitocybe megalospora" in Mycologia 7 pp. 157 - 158
- (1915) Southern Polypores
- (1915) "The genus Lepista" in Mycologia 7:2 pp. 105 - 107
- (1915) Tropical Polypores
- (1915) Western Polypores
- (1916) "Gymnopus" in North American Flora 9:5 pp. 352 - 376
- (1918) "The Agaricaceae of Tropical North America: 8. Purple-brown to black-spored genera (cont.)" in Mycologia 10:2 pp. 62 - 85
- (1918) "The Agaricaceae of Tropical North America: 7. Purple-brown to black-spored genera" in Mycologia 10:1 pp. 15 - 33
- (1919) The Naturalist in a Boarding School
- (1919) The Natural History of Staunton Virginia
- (1920) "Another new truffle" in Mycologia 12:3 pp. 157 - 158
- (1920) "Light-colored resupinate Polypores: 1." in Mycologia 12:2 pp. 77 - 92
- (1920) "Light-colored resupinate Polypores: 2." in Mycologia 12:6 pp. 299 - 308
- (1920) "Corrections and additions to the Polypores of temperate North America" in Mycologia 12:1 pp. 6 - 24
- (1921) "Light-colored resupinate Polypores: 4." in Mycologia 13:3 pp. 171 - 178
- (1921) "Light-colored resupinate Polypores: 3." in Mycologia 13:2 pp. 83 - 100
- (1922) "Dark-spored Agarics: 4. Deconica, Atylospora and Psathyrella" in Mycologia 14:5 pp. 258 - 278
- (1922) "Dark-spored Agarics: 1. Drosophila, Hypholoma and Pilosace" in Mycologia 14:2 pp. 61 - 76
- (1922) "Dark-spored Agarics: 2. Gomphidius and Stropharia" in Mycologia 14:3 pp. 121 - 142
- (1922) "Dark-spored Agarics: 3. Agaricus" in Mycologia 14:4 pp. 200 - 221
- (1923) "Dark-spored Agarics: 5. Psilocybe" in Mycologia 15:1 pp. 1 - 22
- (1938) "New Florida Agarics" in Mycologia 30 pp. 362 - 364
- (1939) "Fungi" in Bulletin of the Torrey Botanical Club 66 pp. 154 - 156
- (1940) "Additions to Florida Fungi: 3" in Bulletin of the Torrey Botanical Club 67 pp. 145 - 146
- (1940) "Additions to Florida Fungi: 2" in Bulletin of the Torrey Botanical Club 67 pp. 57 - 58
- (1940) " " in Bulletin of the Torrey Botanical Club 67 p. 277
- (1941) "More Florida novelties" in Mycologia 33 pp. 441 - 443
- (1943) "More new fungi from Florida" in Lloydia 6 pp. 207 - 228
- (1944) "More fungi from Florida" in Lloydia 7 pp. 303 - 327
- (1945) Autobiography
- (1945) "More Florida fungi" in Lloydia 8 pp. 263 - 290
- (1945) "New Florida fungi" in Journal of the Florida Academy Sciences 8 pp. 181 - 183

### Specie descritte da Murrill
Murrill descrisse 1453 nuove specie e varietà di Agaricales, Boletales e Polyporales.
Quattro generi da lui descritti sono tuttora ritenuti validi: Marasmiellus, Polymarasmius, Suillellus, and Volvariopsis.